# Hilleshögs socken
Hilleshögs socken i Uppland ingick i Färentuna härad och är sedan 1971 en del av Ekerö kommun, från 2016 inom Färingsö distrikt.
Socknens areal är 14,60 kvadratkilometer, varav 14,43 land. År 1949 fanns här 515 invånare. Kyrkbyn Hilleshögby med sockenkyrkan Hilleshögs kyrka ligger i socknen.  

## Administrativ historik
Hilleshögs socken omtalas i skriftliga handlingar första gången 1303  ('Deinde Hildishøg'). Nuvarande kyrkans äldsta delar härstammar från 1150-75.
Vid kommunreformen 1862 övergick socknens ansvar för de kyrkliga frågorna till Hilleshögs församling och för de borgerliga frågorna till Hilleshögs landskommun. Landskommunen uppgick 1952 i Färingsö landskommun som 1971 uppgick i Ekerö kommun. Församlingen uppgick 1992 i Färingsö församling.
1 januari 2016 inrättades distriktet Färingsö, med samma omfattning som Färingsö församling fick 1992, och vari detta sockenområde ingår.
Socknen har tillhört län, fögderier, tingslag och domsagor enligt vad som beskrivs i artikeln Färentuna härad. De indelta båtsmännen tillhörde Södra Roslags 2:a båtsmanskompani.

## Geografi
Hilleshögs socken ligger på nordöstra Svartsjölandet kring Hillersjöviken och Ventholmsviken. Socknen har odlad slättbygd som inslag med skogbeväxta höjder.

## Fornlämningar
Från bronsåldern finns spridda gravrösen och skärvstenshögar. Från järnåldern finns gravfält. Fem runristningar har påträffats, där Hillersjöhällen är känd för sin långa text.

## Namnet
Namnet (1310 Hildishögh) kommer från kyrkbyn som i sin tur fått sitt namn efter en stor gravhög där förleden innehåller mansnamnet Hildir. Fram till 1940 var sockennamnet Hillersjö socken.